# لیندسی اسپارکس
لیندسی اسپارکس (انگلیسی: Lindsay Sparkes؛ زادهٔ ۶ اوت ۱۹۵۰) ورزشکار کرلینگ اهل کانادا است.